# جرج سیمپسون (ورزشکار)
جرج سیمپسون (انگلیسی: George Simpson؛ ۲۱ سپتامبر ۱۹۰۸ – December 2, 1961 (aged 53)) ورزشکار دو و میدانی اهل ایالات متحده آمریکا بود.
وی در مسابقات کشوری و بین‌المللی در مجموع برندهٔ ۱ مدال نقره شده‌است.